# Formiana maenades
Formiana maenades là một loài bướm đêm trong họ Geometridae.